# SMAP
SMAP foi um grupo de ídolos japoneses formado por Johnny & Associates. Originalmente, consistia de seis membros, porém os integrantes da segunda formação eram Masahiro Nakai, Takuya Kimura, Tsuyoshi Kusanagi, Goro Inagaki e Shingo Katori. O nome da banda é um acrônimo de  Sports Music Assemble People.
O primeiro álbum estreou em 1991 e desde então quarenta singles e vinte álbuns foram lançados. Aproximadamente metade dos singles e um terço dos álbuns alcançaram o topo da parada musical japonesa Oricon. Recentemente, o intervalo entre o lançamento de um CD single da banda tem se tornado longo: em torno de uma vez ao ano.
Os membros do SMAP também formaram carreiras fora da música, incluindo envolvimento em shows de variedades na televisão, dramas, comerciais e filmes, fazendo-os um dos grupos mais populares da Johnny. Amplamente devido a sua popularidade, Johnny & Associates se tornou uma das agências mais bem sucedidas no Japão, com ganhos de quase três bilhões de ienes em 1995. A base de fãs do grupo é composta principalmente de mulheres japonesas. Possui o status de "Grupo Ídolo" por causa de sua grande duração, além de ser considerado o "Grupo Top" do Japão. Também é bastante conhecido em muitos outros países asiáticos.

## História

### 1988–2002
Antes da estreia oficial de SMAP em 1991, a formação do grupo foi mudada continuamente, e chegou a incluir o futuro líder do V6 Masayuki Sakamoto e o fututo membro do Tokio Taichi Kokubun. Uma vez que a formação oficial incluindo Masahiro Nakai, Takuya Kimura, Shingo Katori, Tsuyoshi Kusanagi, Goro Inagaki e Katsuyuki Mori foi decidida em 1988, o grupo começou a trabalhar como dançarinos de fundo para o grupo senpai da Johnny Hikaru Genji.
Em 9 de Setembro de 1991, fez o lançamento oficial do álbum de estreia com o single "Can't Stop!! Loving", o qual alcançou a segunda posição na parada musical Oricon de singles. Enfrentou um rápido declínio nas vendas, tanto que a próxima linha de singles lançados foi uma dos mais baixas vendas na história do grupo, tirando o fato de que todos eles estrearam dentro do Top 10 nas paradas musicais. Em 1994, o single "Hey Hey Ōki ni Maido Ari" (Hey Hey おおきに毎度あり, "Hey Hey Obrigado por seu negócio") atingiu o número um nos charts, sendo a primeira vez que a banda conseguiu tal façanha.
Com o mal êxito do SMAP, Nakai questiona a direção da Johnny se é possível realizar a apresentação de um show de variedades deles, com o objetivo de fazer as pessoas rirem com suas personalidades únicas. O show foi chamado de "I Love SMAP" (愛ラブSMAP, Ai Rabu SMAP, um trocadilho, já que o primeiro ideograma também significa "amor").
Através deste show, foram ganhando popularidade lentamente. 1993 foi um ano de grandes oportunidades para eles. Lançaram um single de bastante sucesso e Takuya Kimura esteve em um drama chamado "Asunaro Hakusho", no qual interpretou Osamu Toride, um garoto tímido. Asunaro ganhou fama e a popularidade de Kimura subiu. Ao mesmo tempo, SMAP providenciou os temas de abertura e encerramento do anime Hime-chan's Ribbon, e Tsuyoshi Kusanagi apareceu em múltiplos episódios como ele mesmo dublando a voz de um personagem recorrente. Também gravaram a música de abertura "Kimi Iro Omoi" para o anime Akazukin Cha Cha e o membro mais novo da banda, Shingo Katori, emprestou sua voz para um dos personagens do anime, o jovem e forte lobisomem Riiya.
Em seguida, os integrantes do SMAP apareceram em filmes, tanto sozinhos como em grupo. No ano de 1996 após a saída de Katsuyuki Mori, que deixou o grupo para seguir a carreira de corredor de motocicleta, iniciou-se o programa de variedades SMAP×SMAP; neste, eles cozinham (em uma atração habitual chamada Bistro Smap), interpretam esquetes cômicas (muitas vezes paródias de outros programas), jogam, cantam e dançam com outras bandas. Como "um grupo que faz qualquer coisa", começaram através de aparições em diversos programas ao vivo de músicas, danças, atuação em filmes e comerciais além de comandar outros shows.
Continuaram a lançar singles de sucesso compostos por profissionais. O lançamento de 1998 "Yozora no Mukō" (夜空ノムコウ, "Além da noite estrelada") e o de 2000 "Lion Heart" venderam mais de um milhão de cópias cada. "Yozora no Mukō" foi mencionado em alguns livros japoneses. A coletânea Smap Vest vendeu mais de um milhão de cópias em apenas uma semana.
Em 2000, a NTT East produziu dois comerciais animados e outros dois live-action para o serviço ISND com o objetivo de divulgar uma versão atualizada do anime Science Ninja Team Gatchaman. A versão live-action contava com alguns dos membros do SMAP vestindo roupas de Gatchaman.
Em Agosto de 2001, Inagaki se envolveu em uma briga no trânsito e foi acusado de irregularidades por sua parte. Por essa razão, ele se retirou dos holofotes públicos e seus comerciais, tie-ins e aparições na TV foram canceladas. Em 2004, retornou à fama através de um drama sobre um banqueiro de investimento fictício morto nos ataques de 11 de Setembro. Houve boatos sobre o fim do grupo após o anúncio do casamento de Takuya Kimura e o envolvimento de Goro Inagaki em tal confusão.

### 2003: "Sekai ni Hitotsu Dake no Hana"
Em 2003, Noriyuki Makihara escreveu e compôs o single de 2003 "Sekai ni Hitotsu Dake no Hana" (世界に一つだけの花, "Uma flor diferente de qualquer outra no mundo"). Este, vendeu mais de 2,57 milhões de cópias e tornou-se o nono single mais vendido no Japão em toda a história da Oricon. Juntamente com "Colors" de Hikaru Utada, foi um dos dois únicos singles que venderam mais de um milhão de cópias em 2003, ano que as vendas de CD sofreram declínio devido a crise econômica japonesa. A canção ficou no topo da parada de sucesso anual de 2003 da Oricon.
Em 2003, Nakai foi identificado como o maior pagador de impostos do que qualquer outro artista no Japão pelo Tributário Nacional Bureau. No mesmo ano, esteve em pelo menos quatro programas de televisão simultaneamente, além dos comerciais.

### 2004–2016
"Sekai ni Hitotsu Dake no Hana" ficou na primeira posição nas primeiras semanas do ano e acabou como a décima primeira melhor venda de 2004. Foram convidados a apresentar no Kōhaku Uta Gassen, mas recusaram pela segunda vez desde 2001. Não lançaram nenhum novo single ou álbum no ano. Todos os membros tiveram muitos compromissos durante esse tempo, como filmes e dramas, e portanto decidiram descansar.
Em 2004, nenhum álbum vendeu mais de um milhão de cópias no Japão. Mesmo sem lançar nada neste ano, a popularidade do SMAP continuou forte em 2005. Isso foi percebido através das paradas de sucesso, onde dois de seus álbuns e singles (Sample Bang! e "Bang! Bang! Bakansu!" respectivamente) atingiram o topo de seus respectivos charts semanais da Oricon alguns momentos após o lançamento.
O 40º single da banda "Arigatō" (ありがとう, "Thank You") estreou em 11 de Outubro de 2006. É uma expressão de agradecimento em comemoração dos 15 anos desde o lançamento do grupo.
Em 2008, fizeram um tour de seis dias no Tokyo Dome, tornando-se os primeiros artistas japoneses a ter um total de seis shows no Dome em um único tour. Também lançaram o novo álbum Super Modern Artistic Performance (estilizado como super.modern.artistic.performance) em 24 de Setembro de 2008, o primeiro dia do tour. will.i.am do Black Eyed Peas produziu a primeira faixa do álbum, "Theme of 019 Super Modern Artistic Performance". Em 1º de Outubro de 2008, desde que Super.Modern.Artistic.Performance atingiu o topo das paradas de sucesso da Oricon com 214 mil vendas, SMAP alcançou um total de dez milhões de álbuns vendidos, tornando-se o segundo grupo musical de vocalistas após Chage & Aska a conseguir esse feito.
Estava agendada a primeira apresentação do SMAP fora do país natal na Shangai World Expo em 13 de Junho de 2010 quando, em 5 de Junho de 2010, foi anunciado o cancelamento da programação devido ao possível caos que poderia acontecer, já que faturava o ingresso aquele que chegava primeiro ou até mesmo aquele que ganhasse a entrada sorteada. O tour nacional chamado We are SMAP! Tour 2010 irá começar em 31 de Julho de 2010, incluindo dezenove apresentações em cinco estádios no Japão.
SMAP teve finalmente seu primeiro concerto no exterior em 16 de setembro de 2011, no Estádio dos Trabalhadores de Beijing na China sob o tema "Venha, Japão. Obrigado, China. A Ásia é um lar unido", como um símbolo de gratidão pela assistência da China no rescaldo do  terremoto e tsunami da tragédia de Tohoku, e o fortalecimento da amizade entre as duas nações. SMAP também lançou seu próximo álbum em 8 de agosto de 2012, intitulada GIFT of SMAP, que inclui novas músicas, incluindo "gift". Em 2014, a banda lançou o seu álbum Mr.S, incluindo "Mr. S -Saitei De Saikou no Otoko-". O álbum teve 184,167 cópias vendidas em sua primeira semana, o que coloca o álbum em primeiro lugar nas paradas semanais da Oricon.
Em 12 de janeiro de 2016, foi noticiado que o SMAP poderia se separar depois de 27 anos de carreira, o que acabou não acontecendo. Quatro dos cinco integrantes - Masahiro Nakai, Goro Inagaki, Tsuyoshi Kusanagi, e Shingo Katori - sairíam da Johnny & Associates e Takuya Kimura seria o único que ficaria na agência. O grupo chegou a afirmar que não aconteceria a separação via um boletim emitido pela agência para os fãs, porém em 13 de Agosto de 2016, foi divulgado a confirmação de que o grupo se separaria no final do ano. Mesmo após a confirmação, os membros não fizeram nenhuma conferência com a imprensa, nem um show de despedia. Nem mesmo um show de comemoração dos 25 anos de após a estreia. O último trabalho televisivo deles foi no seu programa SMAP×SMAP que foi ao ar no dia 26 de Dezembro, em que o grupo cantou a música "Sekai ni Hitosu Dake no Hana" como sua última canção. No dia 31 de Dezembro de 2016 SMAP chegou ao seu fim.

### 2017–presente
Após a separação do grupo, os membros continuaram na agência Johnny & Associates em carreiras solo, até que em 8 de Setembro de 2017, com o fim do contrato, Inagaki, Kusanagi e Katori saíram da agência e se transferiram para uma empresa chamada CULEN. No entanto, Kimura e Nakai continuaram na Johnny & Associates.
Mesmo após o fim do grupo, SMAP é lembrado em vários programas musicais que relembram dos maiores sucessos musicais na história, em que é transmitido cenas de seus shows e de suas apresentações passadas na televisão.

## Estilo musical
A habilidade de cantar varia de membro para membro, tanto que as próprias fãs admitem que a "inabilidade de Nakai ao cantar é algo como uma piada nacional no Japão". Em contradição a isso, as batidas das canções são bastante elogiadas e bem recebidas pelo público japonês, assim como o single mais vendido deles "Sekai ni Hitotsu Dake no Hana" (世界に一つだけの花, "Uma flor diferente de qualquer outra no mundo"). A letra fala sobre a individualidade, tanto que a primeira e a última linha é "No. 1 ni Naranakute mo ii Moto Moto Tokubetsu na Only One", que traduzida tem um significado próximo a "Você não precisa ser o melhor. Você é especial e único". A canção foi selecionada para despertar a tripulação da Discovery em Agosto de 2005 no 13º dia de voo da STS-114. O guitarrista de heavy metal Marty Friedman fez um cover e re-arranjou a canção no seu álbum de 2006 Loudspeaker.

## Discografia
| Álbuns de estúdio - 1992: SMAP 001 - 1992: SMAP 002 - 1993: SMAP 003 - 1993: SMAP 004 - 1994: SMAP 005 - 1994: SMAP 006: Sexy Six - 1995: SMAP 007: Gold Singer - 1996: SMAP 008: Tacomax - 1996: SMAP 009 - 1997: SMAP 011: Su - 1998: SMAP 012: Viva Amigos! - 1999: Birdman SMAP 013 - 2000: S-map SMAP 014 - 2002: SMAP 015/Drink! Smap! - 2003: SMAP 016/MIJ - 2005: Sample Bang! - 2006: Pop Up! SMAP - 2008: Super Modern Artistic Performance - 2010: We are SMAP! - 2012: GIFT of SMAP - 2014: Mr.S | Coletâneas - 1995: Cool - 1997: Wool - 2001: Smap Vest - 2001: Pams - 2011: SMAP AID Álbuns remix - 1995: Boo Mini álbuns - 1998: La Festa |

## Outros projetos e atividades
O programa de variedades SMAP×SMAP mostra diversos tipos de entretenimento variando entre culinária, comédia, jogos para cantar e dançar, muitas vezes com a presença de convidados como Mariah Carey, Ayumi Hamasaki, Michael Jackson, Will Smith, Hikaru Utada, David Beckham, Tom Cruise, Backstreet Boys, Paris Hilton, Matt Damon, Madonna, Coldplay, Kylie Minogue, Justin Timberlake, Catherine Zeta-Jones, Sheryl Crow, Richard Gere, Avril Lavigne, Kwon Sang Woo, Tohoshinki, Brad Pitt e Quentin Tarantino;  no entanto a maioria dos convidados são ídolos japoneses. 
Além de cantar e atuar, o grupo também gerencia a atividade em outras formas de mídia. Em Agosto de 1991, um musical de Cavaleiros do Zodíaco patrocinado pela Bandai foi apresentado no teatro Aoyama em Tokyo, Japão. A história reconta as sagas de Santuário e Poseidon, estrelando os membros de SMAP como os cinco cavaleiros de bronze e Poseidon. Em 2002, o grupo lançou um refrigerante chamado "Drink! SMAP" com o objetivo de promover o CD de mesmo nome.
SMAP também foi escolhido para serem os porta-vozes da popular série de jogos Dragon Quest da Square Enix. Não é a primeira vez que a banda se associou com a série; já haviam estreado um musical baseado nos jogos de Dragon Quest.
Foi anunciado em 10 de Junho de 2010 que os integrantes do grupo iriam aparecer no primeiro drama especial em quase seis anos. Intitulado Doku Tomato Satsujin Jiken (毒トマト殺人事件), diz ser o primeiro da indústria de "drama imparcial", já que grande parte das filmagens ocorreu sem o conhecimento do SMAP.

## Prêmios

### Japan Gold Disc Awards
SMAP ganhou catorze prêmios da cerimônia anual de prêmios musicais da Recording Industry Association of Japan, o Japan Gold Disc Awards.
| Ano  | Trabalho                                         | Prêmio                                | Resultado |
| ---- | ------------------------------------------------ | ------------------------------------- | --------- |
| 1992 | SMAP                                             | Prêmio de 5 Melhores Artistas Novatos | Vencedor  |
| 1995 | Cool                                             | Prêmio de Álbum                       | Vencedor  |
| 1995 | Sexy Six Show                                    | Prêmio de Videoclipe                  | Vencedor  |
| 1996 | SMAP 007: Gold Singer                            | Prêmio de Álbum                       | Vencedor  |
| 1997 | SMAP 008: Taxomax                                | Prêmio de Álbum                       | Vencedor  |
| 1999 | "Yozora no Mukō"                                 | Canção do Ano (Prêmio Especial)       | Vencedor  |
| 2001 | "Lion Heart"                                     | Canção do Ano                         | Vencedor  |
| 2002 | SMAP Vest                                        | Álbum Pop do Ano                      | Vencedor  |
| 2004 | "Sekai ni Hitotsu Dake no Hana"                  | Canção do Ano                         | Vencedor  |
| 2004 | Smap! Tour! 2002!                                | Videoclipe do Ano                     | Vencedor  |
| 2004 | Live MIJ                                         | Videoclipe do Ano                     | Vencedor  |
| 2006 | SMAP to Icchatta! SMAP Sample Tour2005           | Videoclipe do Ano                     | Vencedor  |
| 2007 | Pop Up! SMAP Live                                | Melhores Videoclipes                  | Vencedor  |
| 2009 | SMAP 2008 Super Modern Artistic Performance Tour | Melhores Videoclipes                  | Vencedor  |